# Новый Быхов
Новый Бы́хов (бел. Новы Быхаў) — агрогородок в составе Новобыховского сельсовета Быховского района Могилёвской области Белоруссии.
Административный центр Новобыховского сельсовета.

## Географическое положение
Находится на берегу реки Днепр.

## История
Новый Быхов известен с XVI века как местечко. Принадлежал Ходкевичам, позднее Слушкам. В 1685 году Доминик-Михал Слушка продал имение Новый Быхов (иначе называемое Тайманов) Казимиру-Яну Сапеге, который, в свою очередь, в том же году передал его своему старшему сыну Ежи-Станиславу в день его свадьбы. Новый Быхов принадлежал Сапегам вплоть до 1820-х гг., когда был продан Булгакам. В 1825 году последний владелец Нового Быхова из рода Сапег Евстафий-Каэтан принимал здесь российского императора Александра I.
В 1742 году 41 двор; в 1758 году 19 дворов, 6 корчем, 3 лавки, сыроварня, проводилась ярмарка.
В 1772 году насчитывалось 92 двора, 734 жителя, церковь.
После 1-го раздела Речи Посполитой (1772 год) в составе Российской империи. В 1777 году местечко Новый Быхов (365 христиан и 113 иудеев мужского пола) во владениях графини Александры Огинской.
В 1858 году проживало 435 жителей мужского пола, имелся кирпичный завод, мельница, питейный дом.
В 1864 году в Новом Быхове была открыта школа, при которой в 1873 году организовано ремесленное отделение.
В 1867 году имение по наследству в свое владение получил Иосиф Игнатьевич Булгак.
В 1897 году волостной центр, 342 дома, 2374 жителя, хлебозапасный магазин (с 1882), 23 лавки, 2 ветряные мельницы, 2 корчмы, пристань, церковь, 2 синагоги, 2-хклассная женская церковно-приходская школа, в 1903 году преобразованная в женскую церковно-учительскую (37 учениц на 1913), кроме того, в 1913 году действовало еще 2 школы, одна из них — образцовая.
В 1922 году действовала семилетняя школа.

## Население
- 1772 год — 734 жителя;
- 1777 год — 365 христиан и 113 иудеев (мужского пола);
- 1858 год — 435 жителей (мужского пола);
- 1897 год — 2374 жителя;
- 1909 год — 3453 жителя;
- 1926 год — 2062 жителя;
- 1982 год — 644 жителя;
- 2009 год — 543 жителя;
- 2019 год — 500 жителей[7].